# Terremoto di Hosseinabad del 2010
Il terremoto di Hosseinabad del 2010 è stato un terremoto che ha colpito la regione di Kerman, nel sud dell'Iran, a circa 215 km a sud ovest della città di Zahedan.
I danni sono stati concentrati nei villaggi della zona e si sono contati undici morti, mentre sono stati estratti dalle macerie circa 100 feriti.
A seguito del sisma si sono registrate 22 scosse di assestamento, di cui una ha raggiunto 5 di magnitudo. Non lontano da qui c'è la città di Bam colpita il 26 dicembre 2003 da un catastrofico terremoto che ha causato circa 30.000 vittime